# Olympische Winterspiele 2002/Teilnehmer (Amerikanische Jungferninseln)
| Gelbes Symbol für Goldmedaillen mit stilisierten Olympischen Ringen | Graues Symbol für Silbermedaillen mit stilisierten Olympischen Ringen | Braundes Symbol für Bronzemedaillen mit stilisierten Olympischen Ringen |
| ------------------------------------------------------------------- | --------------------------------------------------------------------- | ----------------------------------------------------------------------- |
| —                                                                   | —                                                                     | —                                                                       |

Die Amerikanischen Jungferninseln nahmen bei den Olympischen Winterspielen 2002 im US-amerikanischen Salt Lake City mit acht Athleten teil.
Es war die fünfte Teilnahme der Amerikanischen Jungferninseln an Olympischen Winterspielen, Medaillen konnten keine gewonnen werden.
Anne Abernathy war bei den Wettkämpfen im Rodeln 48 Jahre und 307 Tage alt und ist somit die älteste Wettkämpferin bei Olympischen Winterspielen.

## Flaggenträger
Die Rennrodlerin Dinah Browne trug die Flagge der Amerikanischen Jungferninseln während der Eröffnungsfeier im Rice-Eccles Stadium.

## Übersicht der Teilnehmer

### Bob
Männer, Zweier
- Quinn Wheeler, Zachary Zoller
36. Platz

Männer, Vierer
- Christian Brown, Michael Savitch, Keith Sudziarski, Paul Zar
Aufgabe

### Rodeln
Frauen
- Anne Abernathy
26. Platz

- Dinah Browne
28. Platz